# Zamzizi
Die Zamzizi (auch Zamcici) waren ein Volksstamm der Wenden (Elbslawen) im Mittelalter. Sie siedelten im Ruppiner Land im Nordwesten des Landes Brandenburg. Ob die Zamzizi identisch mit dem Stamm der Zemzizi (auch Zemcici) waren, ist umstritten (slawisch zem, zemlja, země = ‚Land‘ oder ‚Boden‘).
Das Ruppiner Land war seit dem 1. Jahrhundert nur schwach besiedelt. Vermutlich ab dem 6. Jahrhundert wanderten slawische Stämme aus dem Osten in die Gegend ein. Aus einer Urkunde des Jahres 948 geht hervor, dass die Zamzizi das Ruppiner Land bewohnten. Ihr Siedlungsschwerpunkt war die Ruppiner Seenkette (Tornowsee, Zermützelsee, Ruppiner See, Bützsee und andere).
Die Zamzizi waren ein Teilstamm des Lutizenbundes. Das Siedlungsgebiet der Zamzizi grenzte im Osten an jenes der Retschanen und im Westen an jenes der Dossanen. Im Norden trennte das Waldgebiet Lietze ihr Siedlungsgebiet von jenem der Redarier. Im Süden trennte das Waldgebiet Zootzen ihr Siedlungsgebiet von jenem der Heveller. Die Zamzizi waren vermutlich mit den Hevellern und ihrem Heiligtum in der Brandenburg locker verbunden.
Spätestens seit dem Beginn des 10. Jahrhunderts war das politische Zentrum der Zamzizi vermutlich eine Fürstenburg auf der Insel Poggenwerder im Ruppiner See: die Slawenburg Ruppin. Am gegenüberliegenden Ufer befand sich an der Stelle von Alt Ruppin eine stadtartige Siedlung. Einen weiteren kultischen Mittelpunkt der Zamzizi bildete vermutlich der Burgwall Altfriesack am Bützsee. In dessen Nähe wurde die Figur eines slawischen Pfahlgottes („Altfriesacker Götze“) aus geschnitztem Eichenholz gefunden. Ein weiterer Burgwall im Siedlungsgebiet war der Burgwall Treskow am Westufer des Ruppiner Sees. In der zweiten Hälfte des 12. Jahrhunderts kam das Ruppiner Land unter deutsche Herrschaft. Infolgedessen setzte in dem Gebiet die deutsche Ostsiedlung ein. Um 1214 entstand im Gebiet die Herrschaft Ruppin.